# 野の寂しさ
『野の寂しさ』（ののさびしさ、ドイツ語: Feldeinsamkeit）Op.86-2は、ヨハネス・ブラームスの作曲した歌曲。題名は『野辺の寂しさ』『野の寂寥』『野にひとりいて』などとも訳される。

## 楽曲
1882年出版の『6つの歌』Op.86に含まれる一曲。正確な作曲時期は分かっていないが、1879年から1881年ごろだと推測されており、1881年の12月14日には私的に歌われた記録がある。詩はヘルマン・アルマースによる。
ブラームスの歌曲の中でも良く知られたものの一つで、ブラームスの生前から人気があり、出版社のジムロックは初版のすぐ後にOp.86からこの作品だけを抜き出して出版している。マックス・クリンガーがブラームスに贈った連作『ブラームス幻想』（Brahmsphantasie）の題材の一つにも選ばれている。ただし、ブラームスから楽譜を送られたアルマースは付曲を気に入らず、「気取っていて、嘘くさい」と述べたとブラームスは伝えている。
Langsam（ゆるやかに）、ヘ長調、4/4拍子。第1連の音楽が第2連で変化して繰り返される有節形式の変形。持続する低音に乗る悠然とした伴奏に対して、幅の広い旋律が歌い出される。

冒頭

## 歌詞
Ich ruhe still im hohen grünen Gras

Und sende lange meinen Blick nach oben,

Von Grillen rings umschwirrt ohn Unterlaß,

Von Himmelsbläue wundersam umwoben.

Die schönen weißen Wolken ziehn dahin

Durchs tiefe Blau, wie schöne stille Träume;

Mir ist, als ob ich längst gestorben bin

Und ziehe selig mit durch ew'ge Räume.